# Mercedes-Benz M186
Il Mercedes-Benz M186 (o Daimler-Benz M186) era un motore a scoppio prodotto dal 1951 al 1957 dalla casa automobilistica tedesca Daimler-Benz per il suo marchio Mercedes-Benz.

## Profilo e caratteristiche

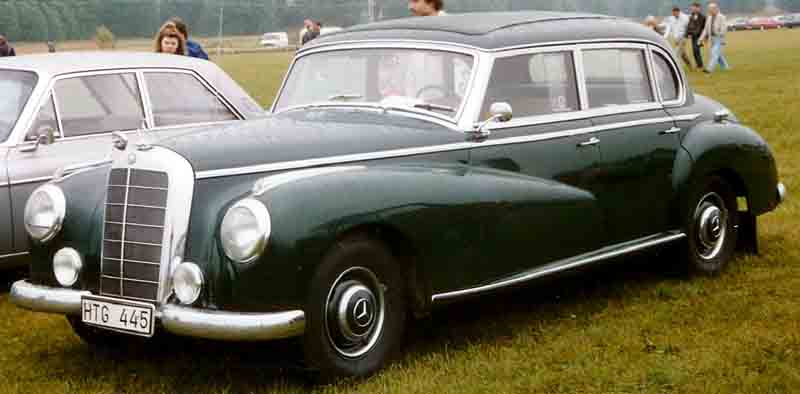
Il motore M186 è stato montato sulle Mercedes 300 Adenauer prodotte tra il 1951 ed il 1955

Questo motore rappresentò la prima fase evolutiva del 3 litri utilizzato dalla Casa tedesca durante gli anni cinquanta e per gran parte del decennio successivo. Dal motore M186 sarebbero derivati altri motori, sempre da 3 litri, utilizzati sempre su modelli Mercedes-Benz di lusso, tra cui il 3 litri M198, montato sulla celeberrima 300 SL "Ali di gabbiano".

Le caratteristiche generali del motore M186 sono le seguenti:
- architettura a 6 cilindri in linea;
- basamento in ghisa;
- testata in lega di alluminio;
- monoblocco di tipo sottoquadro;
- alesaggio e corsa: 85x88 mm;
- cilindrata: 2996 cm³;
- distribuzione ad un asse a camme in testa;
- testata a due valvole per cilindro;
- albero a gomiti su 7 supporti di banco.

Si tratta quindi di un motore che condivide diversi aspetti con il 2.2 litri M180, pur non essendovi imparentato.

Il motore M186 è stato prodotto in due varianti, l'una l'evoluzione dell'altra, le cui caratteristiche sono riportate di seguito.

### M186 I
Il motore M186 I è stato il primo dei due motori M186: esso era alimentato da due carburatori Solex 40 PBJC. Grazie ad un rapporto di compressione pari a 6.4:1, la potenza massima raggiungeva 115 CV a 4600 giri/min, mentre la coppia massima era di 196 Nm a 2500 giri/min.

Questo motore è stato montato sulle Mercedes-Benz 300 "Adenauer" prodotte dal 1951 al 1954 (sia berlina che cabriolet).

### M186 II
Il motore M186 II è una versione leggermente potenziata del M186 I, il quale è stato quindi sostituito dalla nuova unità motrice. Le differenze sostanziali che caratterizzano il motore M186 II rispetto all'unità precedente sono:
- alimentazione a due carburatori Solex 32 PAIAT;
- presenza dello starter automatico;
- rapporto di compressione pari  7.4-7.5:1;
- potenza massima: 125 CV a 4500 giri/min;
- coppia massima: 221 N·m a 2600 giri/min.
- applicazioni:
  - Mercedes-Benz 300b berlina e cabriolet (1954-55);
  - Mercedes-Benz 300c berlina e cabriolet (1955-57).

## Successive evoluzioni
Come già detto, dal motore M186 sono state derivate alcune evoluzioni, contrassegnate da diverse sigle di progetto. Eccone una rapida carrellata:
- M188, versione potenziata del motore M186;
- M199, versione ad iniezione del motore M188;
- M189, versione depotenziata del motore M199;
- M198, versione molto potente derivata dal motore M186.